# Borderlands 2
Borderlands 2 is een scifi first-person shooter met RPG-elementen die is ontwikkeld door Gearbox Software en uitgegeven door 2K Games. Het spel kwam op 21 september 2012 uit voor Microsoft Windows, de PlayStation 3 en de Xbox 360. Daarnaast kwam er in 2014 een PlayStation Vita versie van de game en in 2019 kwam er een VR versie uit. Borderlands 2 is de opvolger van de in 2009 verschenen Borderlands.
De game is als remaster uitgebracht op de Playstation 4, Xbox One en Nintendo Switch

## Verhaal
In Borderlands 2 is meer aandacht besteed aan een samenhangende verhaallijn, in tegenstelling tot het eerste deel in de serie. De speler wordt gedropt op Pandora en krijgt het meteen aan de stok met Handsome Jack, de alleenheerser van Pandora. Hij is bezig iets genaamd de Vault te openen. Wat het precies is weet niemand maar de gene die de Vault vindt zal ontzettend rijk en machtig worden. Handsome Jack ziet de speler als een gevaar voor zijn missie aangezien de speler ook op zoek is naar de Vault. Hierbij moet de speler een van vier verschillende personages kiezen. Niet lang nadat de speler Pandora bereikt wordt er contact opgenomen door de Crimson Raiders. Zij zijn een verzetsgroep actief op Pandora die Handsome Jack willen uitschakelen. De leider van de Crimson Raiders is Roland en hij vraagt persoonlijk de hulp van de speler in bij het verslaan van Jack. Andere belangrijke leden van de Raiders zijn Lilith, Mordecai en Brick. Zij zullen de speler meerdere missies geven en ze spelen allemaal een belangrijke rol in de verhaallijn van Borderlands 2. Andere personages bekend uit Borderlands die wederom te zien zijn zijn onder andere Patricia Tannis, Clap-Trap, Sir Hammerlock en Mad Moxxi.

## Hoofdpersonen
Axton is een Commando klasse. Zijn speciale vaardigheid is dat hij een mobiel, automatisch schietend geweer kan plaatsen. Wanneer de speler verder komt in het spel kan deze opgewaardeerd worden zodat deze bijvoorbeeld meer kogels schiet, langer actief blijft of sneller weer te gebruiken is (verlagen van de zogenaamde cooldown).
Maya is een Siren. Haar speciale vaardigheid is de zogenaamde Phaselock. Dit is een gloeiende bal die ze kan schieten om een vijand. Deze wordt door de bal gevangen waardoor deze niet meer in staat is zich te verdedigen. Phaselock kan opgewaardeerd worden zodat bijvoorbeeld andere vijanden in de buurt ook geraakt worden door Phaselock. Maya en Lilith zijn goede vriendinnen omdat ze voor zover bekend de enige Sirens op Pandora zijn.
Salvador is van de Gunzerker klasse. Zijn speciale vaardigheid is Gunzerking, waarbij hij begint te schreeuwen, 2 wapens tegelijk hanteert en minder schade incasseert van vijanden. Gunzerking kan verbeterd worden door bijvoorbeeld de duur te verlengen, de cooldown te verlagen of het aantal kogels dat afgevuurd kan worden te verhogen.
Zer0 is een Assassin. Zijn speciale vaardigheid is Decepti0n. Hierbij kan hij een virtuele kloon van zichzelf maken die de vijand afleidt. Terwijl de kloon actief is kan Zer0 onzichtbaar sluipen en zo extra veel schade aanrichten. Opvallend aan Zer0 is verder dat hij altijd praat in de vorm van een haiku.
Krieg is een van de twee DLC personages die de speler zelf kan besturen. Hij is een Psycho en schreeuwt regelmatig totaal willekeurige frasen. Zijn speciale vaardigheid is Buzz Axe Rampage, waarbij hij een cirkelzaag hanteert die zeer veel schade kan aanrichten. Hij heeft stiekem een oogje op Maya maar door zijn instabiele geestelijke gesteldheid lukt het hem niet dit kenbaar te maken aan haar.
Gaige is tevens een DLC personage die de speler zelf kan besturen. Ze is een tienermeisje met een goed stel hersens. Haar speciale vaardigheid is Deathtrap, een aanvalsrobot die ze zelf ontwikkeld heeft. Deathtrap kan vijanden aanvallen maar kan ook uitgebreid worden om meer defensieve kwaliteiten te gebruiken. Meerdere malen geeft ze aan te balen van het feit dat Deathtrap slechts de 3e plaats won bij een wetenschapsbeurs waar ze aan deelnam.

## Overige personages
Behalve de zes personages die de speler zelf kan besturen is er een breed scala aan computer gegenereerde personen (zie: NPC) die de speler kan tegenkomen. Hieronder volgt een selectie van enkelen.
Handsome Jack is de grote baas van Pandora. Hij is jaren geleden leider geworden van de Hyperion corporatie en heeft sindsdien de macht gegrepen op het anarchistische Pandora. Hij is geobsedeerd met het vinden en openen van de Vault. Het gerucht gaat dat er onmetelijke rijkdom te vinden is in de Vault. Jack komt er achter dat het mineraal iridium nodig is om de Vault te openen. Hij heeft dan ook meerdere iridium mijnen op Pandora gebouwd om voldoende van dit mineraal te verzamelen. Jack is wreed, arrogant en pietluttig. Regelmatig laat hij snerende boodschappen achter voor de speler waarop hij de speler belachelijk maakt.
Roland is de leider van de Crimson Raiders. Hij is een calculerende, rustige man die tevens goed in staat is zijn volgers op te peppen voor de jacht op Jack. Roland was een van de personages die de speler zelf kon besturen in Borderlands 1. In dit vervolg wordt duidelijk hoe hij verslagen werd en een ondergrondse verzetsbeweging moest opzetten. Hij heeft zijn hoofdkantoor opgezet in de stad Sanctuary, waar de meeste verzetsstrijders veilig kunnen wonen dankzij een speciaal schild dat om de stad heen hangt. Roland is de gene die de speler overhaalt om zich aan te sluiten bij de Crimson Raiders nadat de speler een aanvaring met Handsome Jack overleeft.
Mordecai is een sluipschutter en een van de belangrijkste leden van de Crimson Raiders. Op enkele missies van de speler gaat Mordecai mee om van afstand met zijn geweer schade aan te richten. Hij heeft een huisdier, een grote roofvogel genaamd Bloodwing. Mordecai heeft een intense haat voor Handsome Jack, niet alleen omdat hij de planeet naar zijn hand gezet heeft maar ook omdat Moxxi hem dumpte en vervolgens met Handsome Jack begon te daten. Mordecai is vermoedelijk alcoholist, hij is vrijwel altijd te zien met een fles 'rakk ale' in zijn handen en meerdere personages verwijzen naar zijn overmatige drankgebruik.
Brick, ook wel genaamd de Slab King, is de leider van een andere verzetsgroep op Pandora. Brick was voorheen een lid van de Crimson Raiders maar werd verbannen door Roland omdat hij van mening was dat Hyperion soldaten gemarteld moesten worden voor de ogen van hun familieleden. Nadat Handsome Jack zijn hond vermoordde werd Brick zeer sadistisch en sindsdien is hij uit op wraak. De Slabs, de verzetsgroep die hij leidt, heeft de beschikking over vliegende voertuigen genaamd Buzzards die de speler in meerdere missies helpen.
Mad Moxxi, ook al te zien in Borderlands, is terug in dit vervolg. Net als in het eerste deel is Moxxi eigenaar van een aantal barren en nachtclubs op Pandora. Ze praat met een sensuele stem en maakt er geen geheim van biseksueel te zijn. Ze heeft meerdere ex-partners waaronder Mordecai, Handsome Jack en Roland. Ze flirt opzichtig met iedereen en windt zo mannen eenvoudig om haar vinger. Ook de speler ontkomt hier niet aan, zo geeft Moxxi de speler vaak complimentjes en noemt Moxxi de speler altijd sugar. Moxxi heeft 2 kinderen, Scooter en Ellie. Hoewel het gezin uit de Badlands komt en het in feite rednecks zijn verbergt Moxxi dit fanatiek. Ellie en Scooter daarentegen zijn simpele geesten en de relatie tussen Ellie en Moxxi is niet optimaal.
Tiny Tina is een 13-jarig meisje dat op haarzelf woont in een grot. Haar ouders zijn vermoord door een bandit en sindsdien is Tina alleen. Ze heeft veel verstand van bommen, ontstekingsmechanismen en explosies. Roland raadt de speler aan contact met haar op te nemen om een bom van haar te gebruiken. Tina heeft een grote mond, heeft overal commentaar op en verbergt de pijn van haar dode ouders met humor. Tiny Tina was een van de populairste NPC's in Borderlands 2 en ze speelt een belangrijke rol in de DLC Tiny Tina: Assault on Dragon Keep.
Lilith is een van de belangrijkste leden van de verzetsgroep de Crimson Raiders. Net als Maya is Lilith een Siren. Een sekte op Pandora denkt dat Lilith een god is en ze noemen haar de Firehawk. Ze plegen massaal zelfmoord om herenigd te worden met haar. Lilith is verliefd op Roland maar laat dit heel onhandig blijken waardoor Roland en Lilith vooral om elkaar heen draaien. Lilith is echter stoer en zelfverzekerd wanneer het op haar vechtkunsten aankomt. Ze is agressief aangelegd en komt daardoor soms in aanvaring met Roland die meer berekenend is.
Crazy Earl is een norse bejaarde man die een winkeltje runt in Sanctuary. Earl accepteert alleen het zeldzame iridium als betaalmiddel. De speler kan de hoeveelheid munitie die ze voor een bepaald type wapen kunnen dragen verhogen door de producten van Earl aan te schaffen. Daarnaast verkoopt Earl "backpack upgrades" die de speler de mogelijkheid geeft meer wapens tegelijk te dragen. Zijn bijnaam "crazy" (gek) ontstond onder andere vanwege het feit dat hij een keer een volledige auto opat.
Marcus Kincaid is nog een personage dat ook voorkwam in Borderlands 1. Net als in het eerste deel is Marcus wapenhandelaar. De speler kan bij zijn winkel wapens en munitie aanschaffen. Daarnaast geeft Marcus de speler meerdere missies om te voltooien. Marcus is erg gierig en verkoopt wapens aan iedereen die ze wil hebben, inclusief vijanden van de speler. Hij wordt aanbeden door de bandits op Pandora omdat hij ze voorziet van vuurwapens. Hoewel geld belangrijker voor hem is dan loyaliteit maakt hij er geen geheim van Handsome Jack te haten.
Scooter is een monteur en een van de kinderen van Mad Moxxi. Hij heeft het zogenaamde Catch-A-Ride systeem ontwikkeld, waarmee de speler in staat is voertuigen te gebruiken in de wereld. Scooter is een simpele ziel die goed is met zijn handen maar zeer ongelukkig is in de liefde. Meerdere missies die de speler van Scooter krijgt gaan over het versieren van vrouwen, die stuk voor stuk totaal niet geïnteresseerd zijn in hem. Een vrouw genaamd Daisy pleegt zelfs zelfmoord om te ontsnappen aan Scooter's avances.
Patricia Tannis is een neurotische vrouw die zich jarenlang verdiept heeft in de Vault. Ze is zeer intelligent maar sociaal erg onhandig. In opnames die de speler kan vinden geeft ze toe een bloedneus te krijgen wanneer vreemden haar aanspreken. Ze is bovendien erg arrogant en kijkt neer op mensen die niet zo slim zijn als zij. Ook de speler krijgt regelmatig snerende opmerkingen van Tannis waarbij ze de speler's intelligentie afkraakt.
Ellie is de dochter van Mad Moxxi. Net als Moxxi's zoon Scooter is Ellie een monteur. Ze is een dikke vrouw met een enorme buste en een accent gelijkend aan Amerikaanse rednecks. Net als Scooter is ze niet erg snugger maar des te handiger wanneer het op voertuigen aan komt. Haar relatie met haar moeder is niet optimaal omdat Moxxi haar regelmatig onder druk zet om af te vallen, make-up te dragen en zich meer vrouwelijk te kleden. Ellie omarmt echter haar figuur en geeft meerdere keren aan dat ze zichzelf ziet als een zeer aantrekkelijke vrouw.
Mr. Torgue Flexington is een zeer gespierde man en oprichter van de Torgue Corporatie. Zij fabriceren vuurwapens die explosieve eigenschappen hebben. Mr. Torgue schreeuwt en scheldt constant en is geobsedeerd met explosies. Hij geeft de speler meerdere malen absurdistische missies die vrijwel altijd uitdraaien op het opblazen van een groot object. Mr. Torgue juicht de speler op die momenten toe door met zijn mond gitaargeluiden na te doen. Mr. Torgue heeft zijn eigen DLC genaamd Mr. Torgue's Campaign of Carnage die zich afspeelt in een locatie die hij zelf de Badass Crater of Badassitude noemt. Ondanks zijn haantjesgedrag is Mr. Torgue stiekem een grote fan van bordspellen en sci-fi tv series.
Sir Hammerlock is een Britse bioloog en jager en een van de eerste NPC's die de speler tegenkomt. Hij doet onderzoek naar de flora en fauna op Pandora maar is ook vooral geïnteresseerd in het jagen op exotische dieren. In meerdere missies die hij de speler geeft vraagt hij om een specifiek dier te doden om toe te voegen aan zijn collectie. Sir Hammerlock heeft tevens zijn eigen DLC genaamd Big Game Hunt waarbij de speler op jagerstocht gaat om nieuwe, exotische vijanden te verslaan.

## Wapens
Net als in het vorige deel worden de wapens willekeurig samengesteld. Het kan dus voorkomen dat een speler een hagelgeweer met een telescoopvizier vindt. De wapens vallen nog wel binnen verschillende categorieën. Deze categorieën, vermomd als de zogenaamde ontwikkelaars van het wapen, geven aan wat voor type wapen het is. Er is meer aandacht besteed aan het verschil tussen deze wapenontwikkelaars. Zo zijn de wapens van de rebellen van minder stevig materiaal gemaakt dan van bijvoorbeeld robots.

## Downloadbare content
Op 2 april 2013 wordt het mogelijk door middel van het Ultimate Vault Hunter Upgrade Pack het karakter door te sturen naar niveau 61 in plaats van het oude maximale niveau van 50.
Ook is er het Psycho Pack aangekondigd. Hiermee is er een nieuw karakter beschikbaar gemaakt dat Krieg heet. Inmiddels zijn er al heel wat extra DLC-pakketten aangekondigd. Het laatste stukje extra voor de game komt uit 15 april en heet Sir Hammerlock Versus the Son of Crawmerax; hierna stopt Gearbox met Borderlands 2.
In 2019 werd de DLC Commander Lilith and the Fight for Sanctuary toegevoegd aan het spel, ruim 7 jaar na de releasedatum en 6 jaar na de laatste grote wijziging aan het spel. De DLC is een aanloop naar het vervolg, Borderlands 3, dat later in 2019 uitkwam. Met de DLC werd het maximale niveau dat een speler kan halen tevens verhoogd van 72 naar 80.

## Platforms
| Platform          | Jaar |
| ----------------- | ---- |
| STEAMPlay (Linux) | 2014 |
| OS X              | 2012 |
| PlayStation 3     | 2012 |
| Windows           | 2012 |
| Xbox 360          | 2012 |

## Ontvangst
| Beoordeeld door      | Platform      | Datum             | Score |
| -------------------- | ------------- | ----------------- | ----- |
| PCActu               | Windows       | 24 september 2012 | 90%   |
| Gamereactor (Sweden) | Xbox 360      | 18 september 2012 | 90%   |
| IGN                  | Windows       | 13 september 2012 | 90%   |
| Cheat Happens        | Windows       | 28 september 2012 | 90%   |
| newbreview.com       | Xbox 360      | 11 oktober 2012   | 90%   |
| Jeuxvideo.com        | PlayStation 3 | 24 september 2012 | 90%   |
| ComputerGames.ro     | Windows       | 28 oktober 2012   | 90%   |
| Giant Bomb           | Windows       | 17 september 2012 | 80%   |
| Gaming since 198x    | PlayStation 3 | 13 november 2012  | 80%   |
| Calm Down Tom        | PlayStation 3 | 4 oktober 2012    | 60%   |